# Zahrádky (ort i Tjeckien, lat 50,63, long 14,52)
Zahrádky är en ort i Tjeckien. Den ligger i den norra delen av landet, 60 km norr om huvudstaden Prag. Zahrádky ligger 269 meter över havet och antalet invånare är 630.
Terrängen runt Zahrádky är platt åt sydost, men åt nordväst är den kuperad.Runt Zahrádky är det glesbefolkat, med 20 invånare per kvadratkilometer. Närmaste större samhälle är Česká Lípa, 5,8 km norr om Zahrádky. Omgivningarna runt Zahrádky är en mosaik av jordbruksmark och naturlig växtlighet.